# Carnivorous Erection
Carnivorous Erection (с англ. — «Плотоядная эрекция») — второй студийный альбом шведской горграйнд-группы Regurgitate. Он был выпущен 20 октября лейблом Relapse Records. Обложка альбома была выпущена в 2001 году лейблом Morbid Records.

## Список композиций
1. «The Pulsating Feast» — 1:37
2. «Domination Through Mutilation» — 0:54
3. «Escort Service of the Dead» — 1:06
4. «Obscene Body Slayings» — 0:35
5. «Fecal Freak» — 1:58
6. «Humiliated in Your Own Blood» — 0:18
7. «Just Another Stillborn» — 0:44
8. «Parade of the Decapitated Midgets» — 1:04
9. «Ruptured Remains in a Doggybag» — 0:33
10. «Copious Head Carnage» — 1:03
11. «Carnivorous Erection» — 1:29
12. «Relentless Pursuit of Rotting Flesh» — 0:35
13. «Swallow the Human Filth» — 1:05
14. «Dismantle the Afterbirth» — 0:38
15. «Choked in Shit» — 0:55
16. «Funeral Genocide» — 0:13
17. «Rancid Head of Splatter» — 1:23
18. «Rage Against Humanity» — 0:56
19. «To Boil a Corpse» — 0:45
20. «Bloody Pile of Human Waste» — 0:48
21. «Drenched in Cattleblood» — 1:06
22. «Carbonated Death» — 1:04
23. «Skull of Shit and Sludge» — 0:40
24. «Desperate Need for Violation» — 0:21
25. «37 Stabwounds» — 0:24
26. «Vomified (Regurgitated to the Core)» — 1:00
27. «Headless She Died» — 0:33
28. «Breath Like Rotten Meat» — 1:01
29. «I Wanna Kill» — 0:45
30. «Claw-Hammer Castration» — 1:00
31. «Festering Embryonic Vomit» — 0:39
32. «Smeared with Bloodmixed Semen» — 0:40
33. «You’re About to Fuckin' Die» — 0:21
34. «Stinking Genital Warts» — 0:24
35. «Pyronecrobestiality» — 1:35
36. «Self-Disembowelment» — 0:34
37. «Savage Gorewhore» — 0:35
38. «The Combustion and Consumption of Pyorrheic Waste» — 1:27

## Участники
- Рикард Йансон — Вокал
- Урбан Скутт — Гитара и бас
- Джоки Петтерсон — Барабан